# ヘンリー・シュルツ
ヘンリー・シュルツ（Henry Schultz、1893年9月4日 - 1938年11月26日）は、ロシア帝国（現在のベラルーシ）でポーランド系に生まれ、のち家族とともにアメリカに転居し、アメリカで活躍した経済学者、統計学者である。計量経済学会の創始者の1人である。

## 略歴
- 1893年 現在のベラルーシに生まれる。
- 家族はニューヨークシティに転居し、初等教育を受ける。
- 1916年 ニューヨーク市立大学でBAを得て卒業する。
- 1916年 コロンビア大学の大学院に入る。
- 1917年 第一次世界大戦のため研究を中断する。
- 1919年 戦後、奨学金を得、ロンドン・スクール・オブ・エコノミクスと、ユニヴァーシティ・カレッジ・ロンドンのゴールトン研究室に行く（カール・ピアソンの統計学の講義にも出席）。
- 1920年 帰国後、バーサ・グリーンスタインと結婚する。
- この間、戦争賃金局、アメリカ合衆国国勢調査局、アメリカ合衆国労働省のために統計作業をも行う。
- 1925年 コロンビア大学からヘンリー・L・ムーアの指導によりPh.D.を得る（需要曲線の評価に関する論文）。
- 1926年 シカゴ大学で教え始める。
- 1930年 計量経済学会を創立する（16人の創立メンバーの1人となる）。
- 1938年 カリフォルニア州サンディエゴ近くで、彼、妻、2人の娘が交通事故で共に亡くなる。

## 業績
- 計量経済学会の創始者の1人である。
- この頃、シカゴ大学にいたオスカル・ランゲ、ヘンリー・シュルツ、ポール・H・ダグラスの3人が「数学トリオ」と呼ばれることがあった。
- 1920年代にシカゴ大学で始まったプロジェクトの中心は、需要や消費の関数を統計的に分析することであった。彼は、砂糖、トウモロコシなど諸種について商品関数のために民間需要の理論と推定を行った。その集大成である『需要の理論と測定』という本は、亡くなる直前に完成された。

## 影響と遺産
- ヘンリー・シュルツは博士論文の指導者であった。なかでも、1978年ノーベル経済学賞であるハーバート・サイモンと、コウルズ委員会ディレクターとなったセオドア・インテマが有名である。また1976年ノーベル経済学賞受賞のミルトン・フリードマンは、シュルツの学生であったあと1年間助手をつとめたので、大きな影響を受けた。
- シカゴ大学に数理経済スクールをスタートさせたシュルツは、コロラド・スプリングスにあったコウルズ委員会（the Cowles Commission for Research in Economics）をシカゴ大学に誘致するよう主張していた。コウルズ委員会は、1939年にシカゴ大学に移転した。

## 主要著作
- "Elasticity of Demand and the Coefficient of Correlation", 1923, QJE
- "An Extension of the Method of Moments", 1925, JASA
- "Theoretical Considerations Relating to Supply", 1927, JPE.
- "Mathematical Economics and the Quantitative Method", 1927, JPE.
- Statistical Laws of Demand and Supply with Special Application to Sugar, 1928.
- "Rational Economics", 1928, AER
- "Marginal Productivity and the General Pricing Process", 1929, JPE.
- The Meaning of Statistical Demand Curves, 1930.
- "The Standard Error of a Forecast from a Curve", 1930, JASA.
- "The Italian School of Mathematical Economics", 1931, JPE
- "Frisch on the Measurement of Utility", 1933, JPE.
- "The Standard Error of the Coefficient of Elasticity of Demand", 1933, JASA.
- "A Comparison of Elasticities of Demand Obtained by Different Methods", 1933, Econometrica.
- "Interrelations of Demand", 1933, JPE.
- "Interrelations of Demand, Price and Income", 1935, JPE.
- "Review of Leon Walras", 1937, JPE.
- "The Quantitative Method with Special Reference to Economic Inquiry", 1938, Cowles Fourth Annual Research Conference
- The Theory and Measurement of Demand, 1938.
- "A Misunderstanding in Index Theory: The true Konus condition on cost-of-living index numbers and its limitations", 1939, Econometrica